# NGC 5496
NGC 5496 (другие обозначения — UGC 9079, IRAS14090-0055, MCG 0-36-26, KARA 615, ZWG 18.74, FGC 1721, PGC 50676) — спиральная галактика в созвездии Дева.
Этот объект входит в число перечисленных в оригинальной редакции «Нового общего каталога».
Галактика наблюдается с ребра и в ней заметно искривление тонкого диска. Оно вероятно вызвано гравитационным взаимодействием галактики в группе. 